# Gliese 682
Gliese 682 (GJ 682 / LHS 451 / CD-44 11909) es una estrella en la constelación del Escorpión, situada a poco más de 1° de la brillante estrella Sargas (θ Scorpii). De magnitud aparente +10,96, no es visible a simple vista. Se encuentra a 16,4 años luz de distancia del sistema solar, siendo la estrella más cercana dentro de la constelación del Escorpión.
Como tantas otras estrellas de nuestro entorno, Gliese 682 es una tenue enana roja cuyo tipo espectral es M4.5V. Tiene una masa algo mayor de una cuarta parte de la masa solar, con una luminosidad probablemente inferior al 0,1 % de la luminosidad solar. Su temperatura superficial es de 3190 K.
Los sistemas estelares más cercanos a Gliese 682 son Gliese 674, a 1,8 años luz y Gliese 693, a 4,7 años luz.